# Scottish Open 1996
Die Scottish Open 1996 im Badminton fanden vom 20. bis zum 24. November 1996 in der Kelvin Hall in Glasgow statt. Auf der IBF-Turnierskala erreichte es die Wertung A.

## Medaillengewinner
| Disziplin    | Gold                           | Silber                      | Bronze                            |
| ------------ | ------------------------------ | --------------------------- | --------------------------------- |
| Herreneinzel | Peter Gade                     | Ji Xinpeng                  | Anders Boesen                     |
| Herreneinzel | Peter Gade                     | Ji Xinpeng                  | Henrik Bengtsson                  |
| Dameneinzel  | Liu Lufang                     | Wu Huimin                   | Mette Sørensen                    |
| Dameneinzel  | Liu Lufang                     | Wu Huimin                   | Margit Borg                       |
| Herrendoppel | Jim Laugesen Thomas Stavngaard | Chen Wei Ji Xinpeng         | Jesper Larsen Peder Nissen        |
| Herrendoppel | Jim Laugesen Thomas Stavngaard | Chen Wei Ji Xinpeng         | Russell Hogg Kenny Middlemiss     |
| Damendoppel  | Liu Lu Qiang Hong              | Joanne Goode Gillian Gowers | Huang Nanyan Liu Zhong            |
| Damendoppel  | Liu Lu Qiang Hong              | Joanne Goode Gillian Gowers | Milaine Cloutier Robbyn Hermitage |
| Mixed        | Jens Olsson Astrid Crabo       | Nick Ponting Joanne Goode   | Nathan Robertson Sarah Hardaker   |
| Mixed        | Jens Olsson Astrid Crabo       | Nick Ponting Joanne Goode   | Julian Robertson Lorraine Cole    |